# Michał Rosnowski
Michał Wilhelm Rosnowski (ur. 20 września 1887 w Arczyńsku na Syberii, zm. wiosną 1940 w Katyniu) – lekarz internista, docent, podpułkownik lekarz Wojska Polskiego, ofiara zbrodni katyńskiej.

## Życiorys
Syn Michała, urzędnika rosyjskiego, i Zofii z domu Downar. Absolwent szkoły w Krasnojarsku z 1915. Studiował medycynę na Akademii Wojskowo-Lekarskiej w Piotrogrodzie przez trzy lata, które następnie kontynuował na Wydziale Lekarskim Uniwersytetu w Tomsku. Podczas wojny domowej w Rosji w 1919 przystąpił do armii polskiej na terenie Syberii i służył w szeregach 5 Dywizji Syberyjskiej. W 1920 przyjechał do niepodległej Polski i wstąpił do Wojska Polskiego. Podczas wojny polsko-bolszewickiej służył jako lekarz naczelny w 23 pułku Ułanów Grodzieńskich.
Przerwane studia medyczne kontynuował od 1921 na Wydziale Lekarskim Uniwersytetu Warszawskiego i ukończył je uzyskując tytuł naukowy doktora wszechnauk medycznych 27 czerwca 1922. Od tego roku rozpoczął służbę i pracę w Centrum Wyszkolenia Sanitarnego w Warszawie: jako porucznik lekarz w 1 batalionie sanitarnym oraz zatrudniony na Oddziale Klinicznym Chorób Wewnętrznych Szpitala Szkolnego CWSan., na stanowisku młodszego, później starszego ordynatora. Od 1926 był wykładowcą zajęć praktycznych propedeutyki klinicznej na Wydziale Lekarskim UW i w Szkole Podchorążych Sanitarnych. Od 1936 do 1939 był prowadzącym kursy i wykłady dokształcające dla lekarzy wojskowych. W 1936 uzyskał habilitację (praca pt. Stan anatomiczny i czynnościowy żołądka w gruźlicy płuc) oraz otrzymał nominację na profesora i tytuł veniam legendi w zakresie chorób wewnętrznych. Głównym tematem jego badań była patologia w zakresie układzie krążenia, elektrokardiografia. Był członkiem Towarzystwa Internistów Polskich, w tym prezesem koła warszawskiego od 1938, zasiadał w radzie naukowej Instytutu Badań Lotniczych, od 1937 członkiem korespondentem Francuskiego Towarzystwa Kardiologów, członkiem komitetu redakcyjnego czasopisma „Lekarz Wojskowy”. W 1939 otrzymał nominację na stanowisko kierownika Katedry Kardiologii na Uniwersytecie Stefana Batorego w Wilnie, które miał objąć 1 września 1939.
W korpusie oficerów sanitarnych lekarzy został awansowany do stopni: kapitana ze starszeństwem z dniem 1 lipca 1923, majora od 1 stycznia 1930, podpułkownika od 1 stycznia 1935. Od listopada 1935 do 1939 roku pełnił służbę w Centrum Wyszkolenia Sanitarnego na stanowisku kierownika naukowego oddziału wewnętrznego Szpitala Szkolnego.
Po wybuchu II wojny światowej 1939 w okresie kampanii wrześniowej pełnił służbę w wojskowych szpitalach zapasowych wojskowych na wschodnich obszarach Polski. Po agresji ZSRR na Polskę z 17 września 1939 został aresztowany przez Sowietów. Był przetrzymywany w obozie w Kozielsku. Wiosną 1940 został przetransportowany do Katynia i rozstrzelany przez funkcjonariuszy Obwodowego Zarządu NKWD w Smoleńsku oraz pracowników NKWD przybyłych z Moskwy na mocy decyzji Biura Politycznego KC WKP(b) z 5 marca 1940. Został pochowany na terenie obecnego Polskiego Cmentarza Wojennego w Katyniu, gdzie w 1943 jego ciało zidentyfikowano podczas ekshumacji prowadzonych przez Niemców pod numerem 272. Przy zwłokach Michała Rosnowskiego zostały odnalezione: pismo z adresem „Szpital „Omega”, Warszawa, Al. Jerozolimskie 51, dwie zapisane kartki, karta szczepień, notatnik, wojskowy znak tożsamości na nazwisko Bylina Aleksander, kompas ze złotym łańcuszkiem.
Jego żoną od 1928 była Bogusława z domu Jankowska (1894–1986, lekarz rentgenolog), z którą miał syna Andrzeja (1929–1986, patolog).

## Upamiętnienie
5 października 2007 roku Minister Obrony Narodowej Aleksander Szczygło awansował go pośmiertnie do stopnia pułkownika. Awans został ogłoszony 9 listopada 2007 roku w Warszawie, w trakcie uroczystości „Katyń Pamiętamy – Uczcijmy Pamięć Bohaterów”.
W ramach akcji „Katyń... pamiętamy” / „Katyń... Ocalić od zapomnienia”, został zasadzony Dąb Pamięci honorujący Michała Rosnowskiego przy Zespole Szkół Budowlanych w Chełmie.

## Ordery i odznaczenia
- Złoty Krzyż Zasługi (19 marca 1937)[6]
- Medal Niepodległości (2 sierpnia 1931)[7]
- Medal Pamiątkowy za Wojnę 1918–1921
- Medal Dziesięciolecia Odzyskanej Niepodległości
- Medal za Długoletnią Służbę
- Medal Zwycięstwa (Médaille Interalliée)